# كافيار أحمر

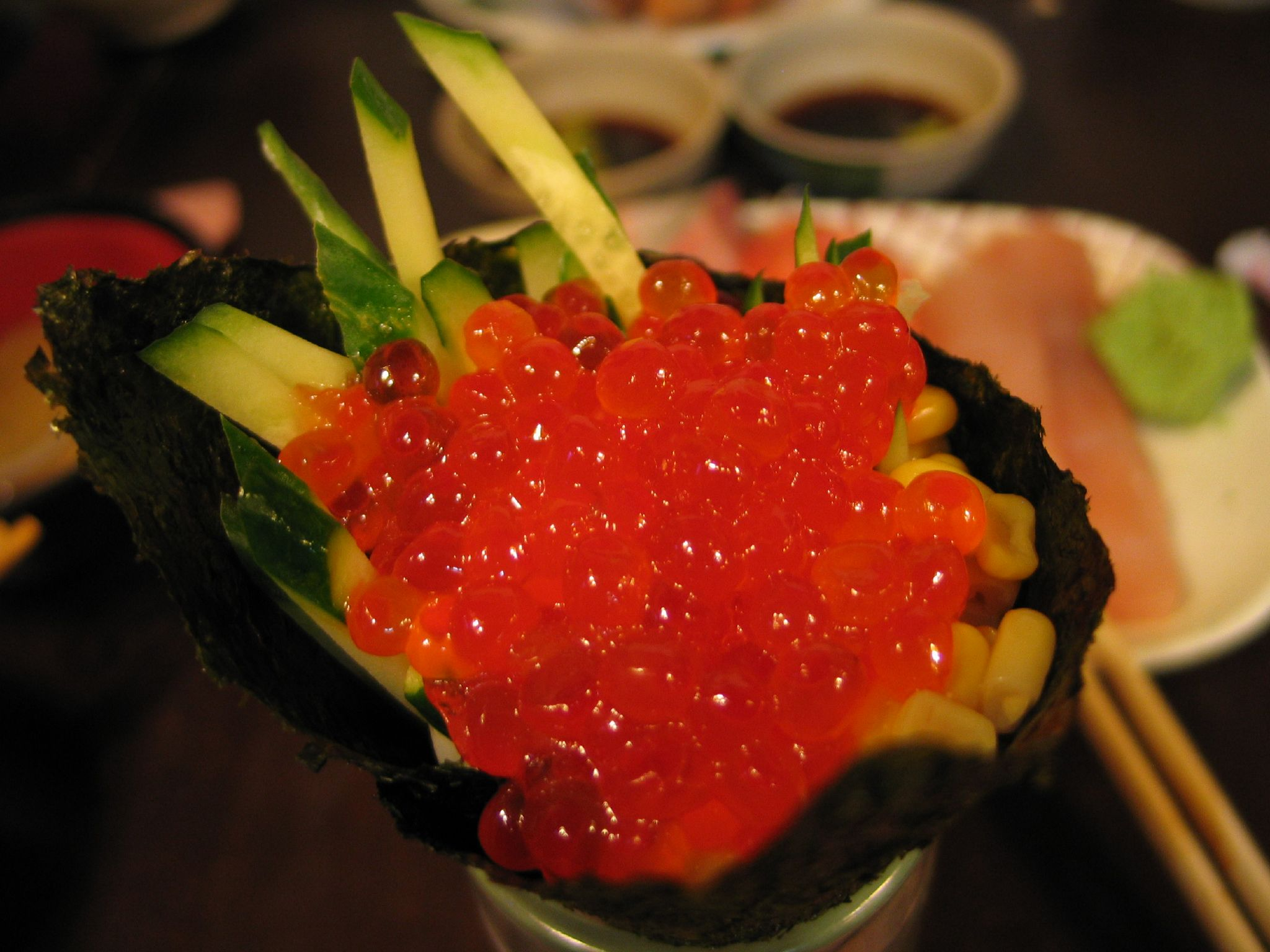
إيكورا (بطارخ السلمون) على لفائف السوشي

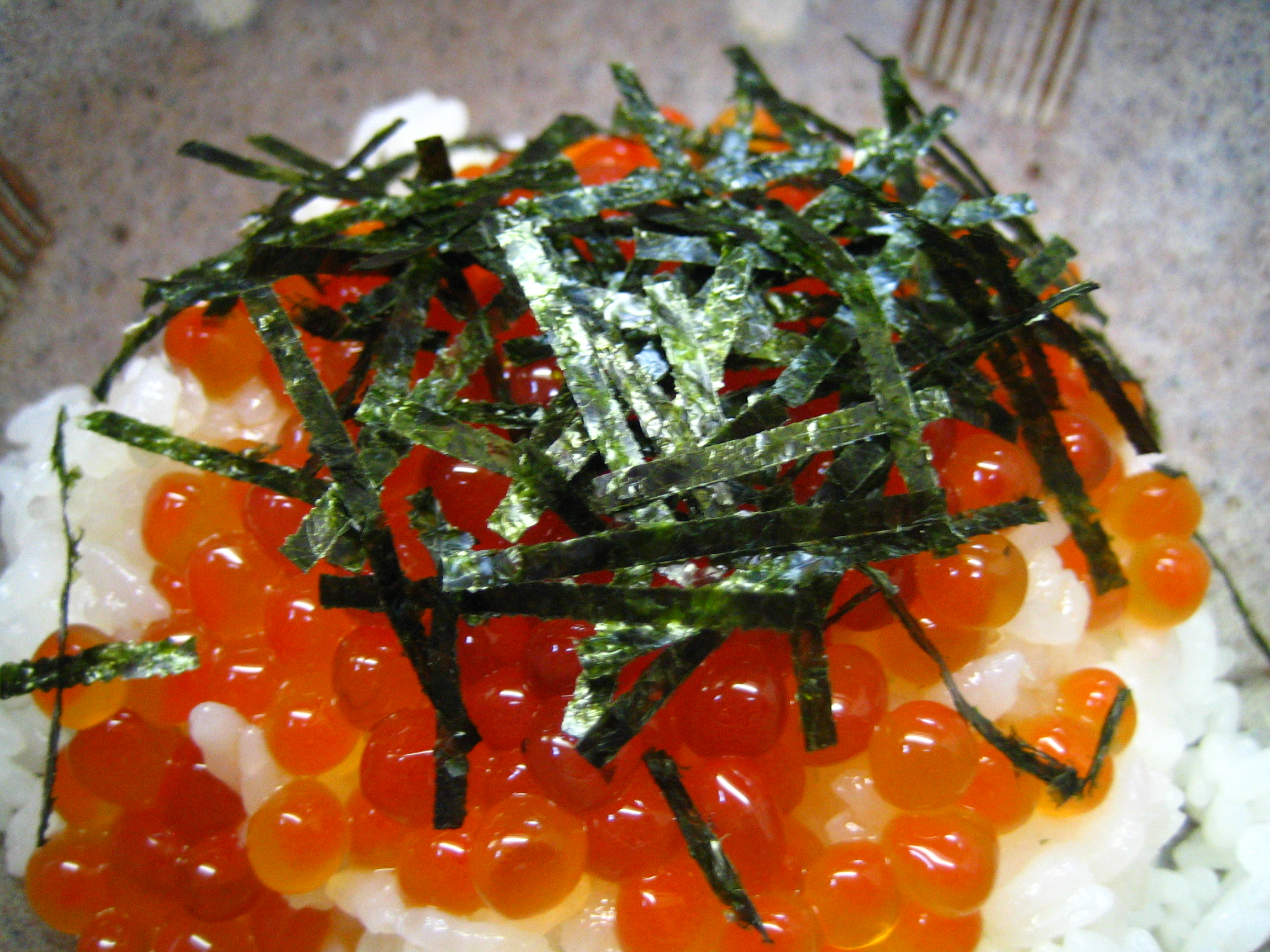
إيكورا دون

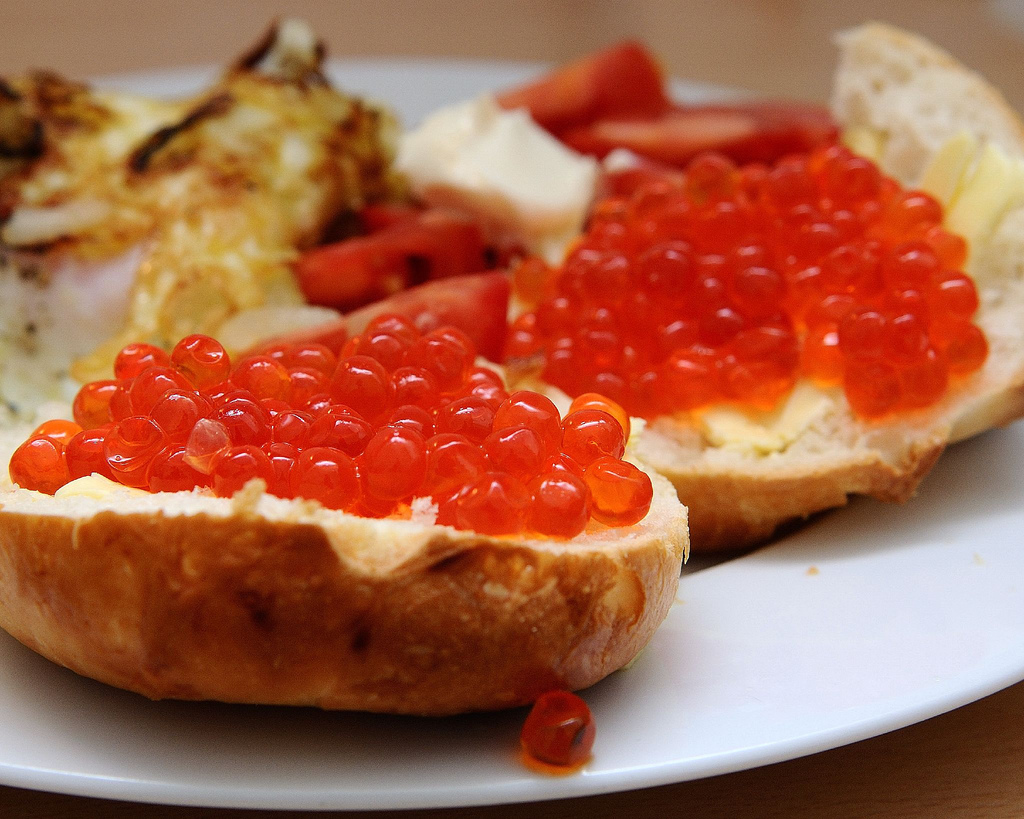
سمك السلمون، بطارخ الزبدة، زاكوسكي روسي نموذجي

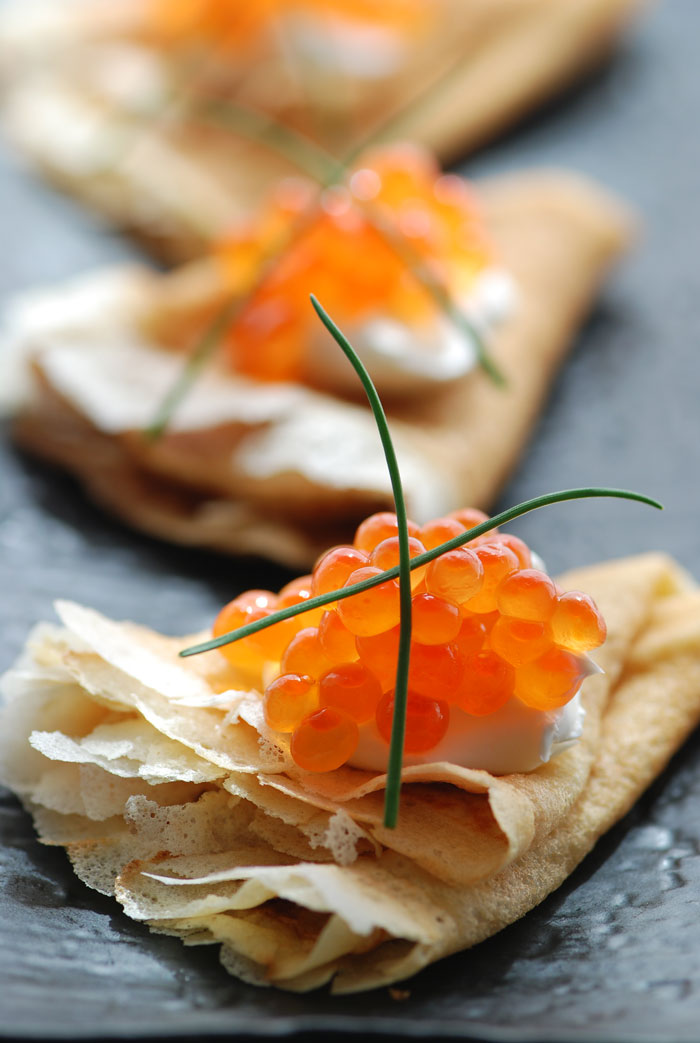
بليني روسي تقليدي مع السميتانة والكافيار الأحمر

كافيار أحمر هو كافيار مصنوع من بطارخ السلمونيات (أنواع مختلفة من السلمون والتراوت)، وله لون محمر كثيف. وهو يختلف عن الكافيار الأسود، الذي يُصنع من بطارخ سمك الحفش.
الكافيار الأحمر جزء من المطبخ الروسي والياباني. في اليابان، يُعرف كافيار السلمون باسم إيكورا وهو مشتق من الكلمة الروسية икра (إيكرا) والتي تعني الكافيار أو بطارخ السمك بشكل عام.
في المطبخ الياباني، عادة ما يتم نقعه في الملح أو صلصة الصويا والساكي. التوابل المستخدمة تختلف من أسرة إلى أخرى. تقوم العديد من العائلات بمخلل الكافيار الأحمر باستخدام صلصة الصويا فقط، لكن البعض الآخر يستخدم الداشي بدلاً من الساكي أو الميرين.
يستمتع الروس بالكافيار الأحمر كمقبلات (زاكوسكي) على الخبز بالزبدة أو على بليني (فطيرة سلافية). قد يتم إقران الكافيار الموجود على بليني مع شرائح السلمون والشمبانيا، خاصة في مناسبات مثل ليلة رأس السنة الروسية.